# Bractwo Wybrzeża – Mesa Kaprów Polskich

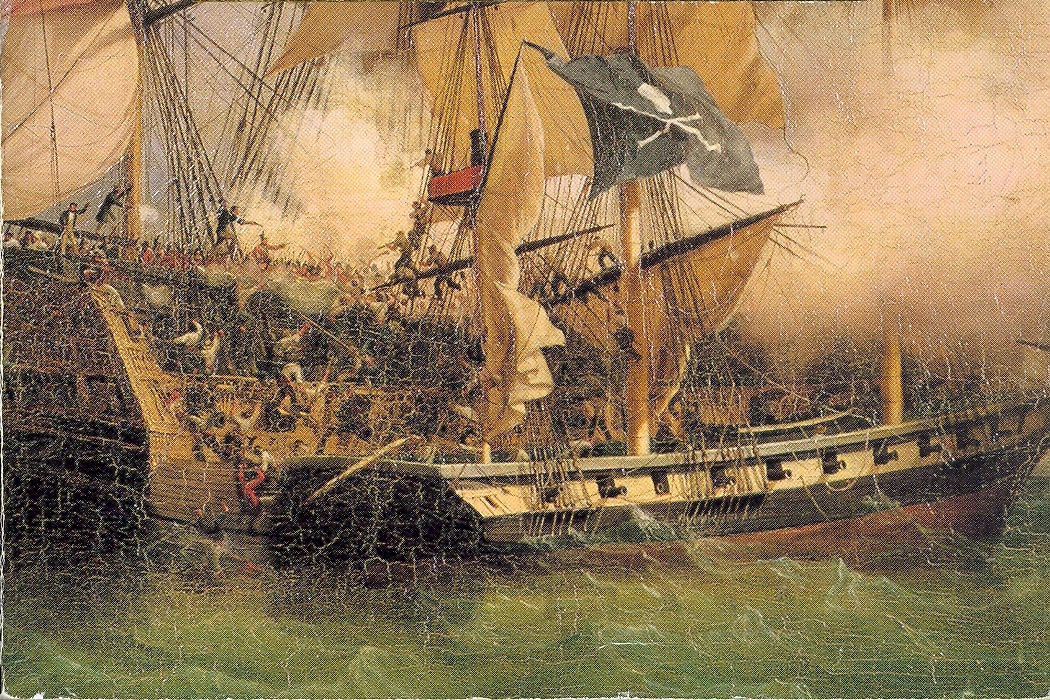
Atak piratów na statek kupiecki (Ambroise-Louis Garneray, początek XIX w.)

Bractwo Wybrzeża – Mesa Kaprów Polskich (Bractwo Wybrzeża – Polska) – polskie stowarzyszenie żeglarskie, należące do międzynarodowego Hermandad de la Costa, założonego w celu pielęgnowania idei braterstwa ludzi morza, kultywującego ich tradycje, obyczaje i naukę.

## HistoriaLa Hermandad de la Costa

### Inspiracje założycieli

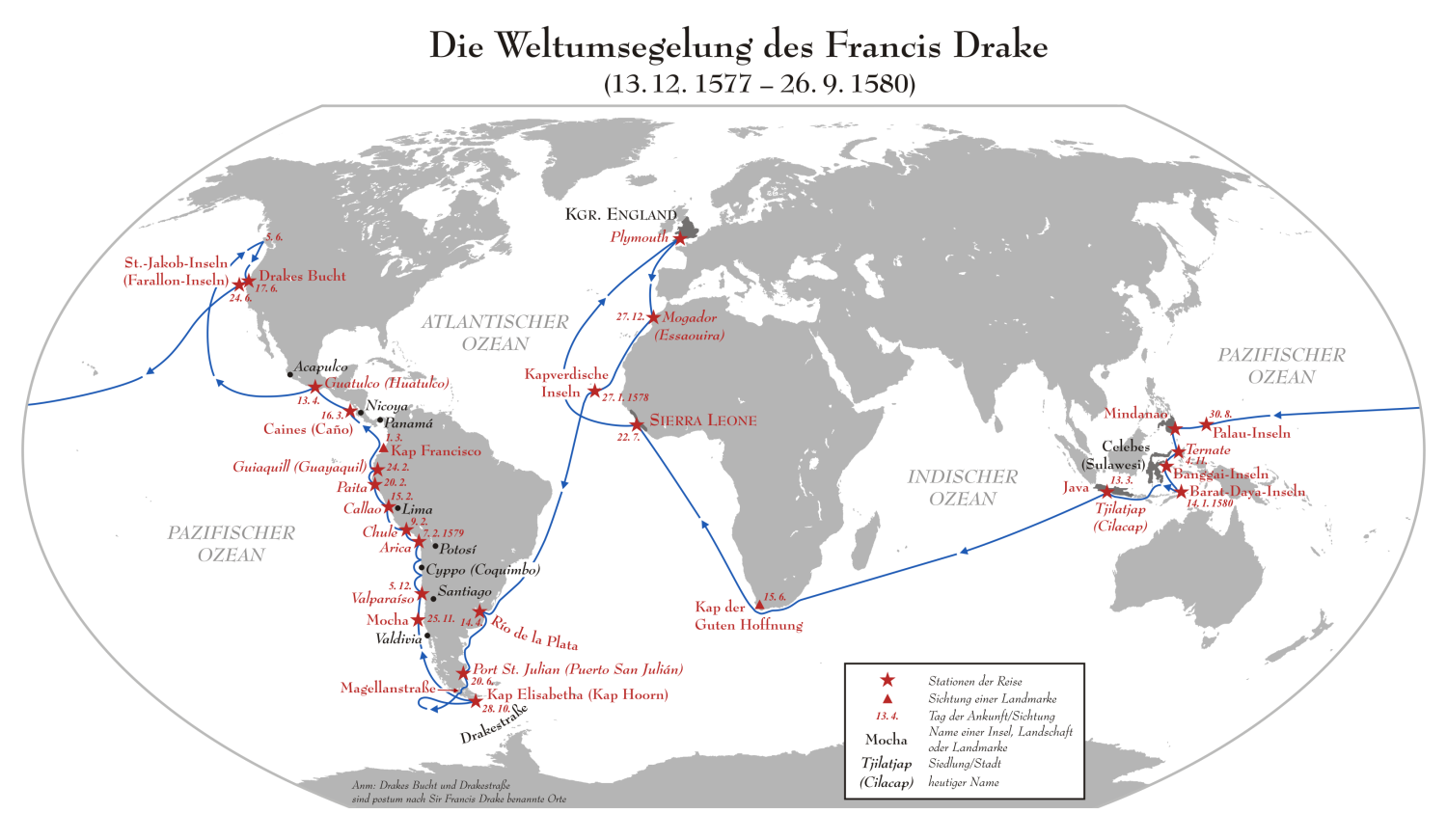
Znane rejsy Francisa Drake’a (1577–1580)

Stowarzyszenie utworzyła w Chile grupa siedmiu osób, związanych wspólnym zamiłowaniem do żeglarstwa i innych sportów wodnych: Miguel de la Barra, dr Anselmo Hammer, dr Alfonso Leng, Raul Macerata, Raul Molinaire, dr Miguel Romero i Ruperto Vergara. Dostrzegli oni potrzebę utworzenia stowarzyszenia, którego członkowie, jednakowo szanując tradycje dawnych żeglarzy i bractw korsarskich, zobowiązywali by się do solidarności wobec morskiego żywiołu, do wzajemnej, bezinteresownej pomocy bez względu na niesprzyjające okoliczności, których przyczyną bywa nie tylko natura, lecz również ekonomia, polityka i religia.

### Symbolika
Stowarzyszenie, utworzone w Santiago 4 kwietnia 1951 roku, nazwano „Hermandad de la Costa” (Bractwo Wybrzeża), nawiązując do określenia „bracia wybrzeża”, używanego przez flibustierów – piratów francuskich, angielskich, holenderskich z XVII i XVIII wieku.
O odwoływaniu się do solidarności braci-flibustierów, kaprów, korsarzy i piratów świadczy też czarna flaga Bractwa (proporcja boków 3×2) z białymi lub srebrnymi znakami:
- obok drzewca – kotwica nad dwoma skrzyżowanymi wiosłami i dwie pięcioramienne gwiazdy (po obu stronach ucha kotwicy),
- przy wolnym liku flagi (w górnej części) – białe lub srebrne kaperskie ramię z mieczem, wzniesione do cięcia.

Na indywidualnej fladze Brata (członka Bractwa) pod skrzyżowanymi wiosłami jest umieszczana cyfra (numer na liście członków), a pod kaperskim ramieniem – nadawane przez Bractwo gwiazdy, białe (srebrne) albo czerwone (maks. 3, ułożone pionowo). Jeśli którykolwiek z członków stowarzyszenia, w jakimkolwiek porcie świata, zobaczy taką „piracką” flagę pod salingiem, jest zobowiązany odwiedzić swojego Brata, spytać, czy potrzebuje pomocy i udzielić jej, w razie potrzeby.
Podobne symbole (kotwice, wiosła, gwiazdy) są umieszczane na pieczęciach i czarnych hiszpańskich kapeluszach, używanych w czasie uroczystości (np. przyznawania Nagród „Chwała Mórz” – Kaperskich Toporów Bojowych).

### Rozwój Bractwa
Kilkuosobowe lokalne Bractwo stopniowo przekształcało się w stowarzyszenie o zasięgu międzynarodowym, obejmującym kolejne „wybrzeża”, a nawet kraje bez dostępu do morza. Spośród licznych przystępujących do stowarzyszonych krajów (reprezentowanych przez żeglarzy, zapraszanych przez Braci) pierwsze miejsca zajmują:
- Wielka Brytania, „Brotherhood of the Coast” – 1952 (od 1978 – „Freres de la Cote of Great Britain”),
- Włochy, „Fratelli della Costa Italia” – 1953,
- Belgia, „Freres de la Cote Belgium” – 1955.

W roku 1957, w czasie regat klasy „Lightning”, dołączyli żeglarze z Urugwaju, a w czasie regat klasy „Star” – żeglarze z Hiszpanii. W Stanach Zjednoczonych Bractwo utworzono w roku 1959, a w Australii, Francji i Portugalii w latach, odpowiednio: 1960, 1963 i 1965. W roku 1976 powstało Bractwo w Szwajcarii (pozbawionej dostępu do morza), a w roku 1977 – w Niemczech. Żeglarze z licznych kolejnych państw dołączyli do stowarzyszenia w latach 80. i 90. XX w. (najliczniej na przełomie XX/XXI w.). Na Malcie, w Chinach i na Wyspach Kanałowych Bractwa powstały w okresie 2000–2010.
Bractwa działają zgodnie z zasadami ujętymi w ośmiu krótkich zdaniach (Oktalongo, Oktalog), mówiących o braterstwie ludzi kochających morze i o posłuszeństwie Kapitanowi „jakby był Ojcem twym lub Starszym Bratem”. Co 4 lata są organizowane – w różnych krajach – międzynarodowe spotkania, nazywane Zaffarancho, na których jest wyłaniana Rada Kapitanów Krajowych.
Pomimo dużej liczebności międzynarodowego Bractwa pozostało ono stowarzyszeniem elitarnym – nowi członkowie są przyjmowani w wyniku głosowania, przeprowadzanego w czasie Zaffarancho. Przed głosowaniem wcześniej zgłoszony kandydat jest poddawany obserwacji, a w czasie głosowania obowiązuje liberum veto. Braćmi nie mogą zostać niewiasty. W niektórych krajach zakładane są kobiece „mesy wilczyc morskich”.

## Historia Mesy Kaprów Polskich

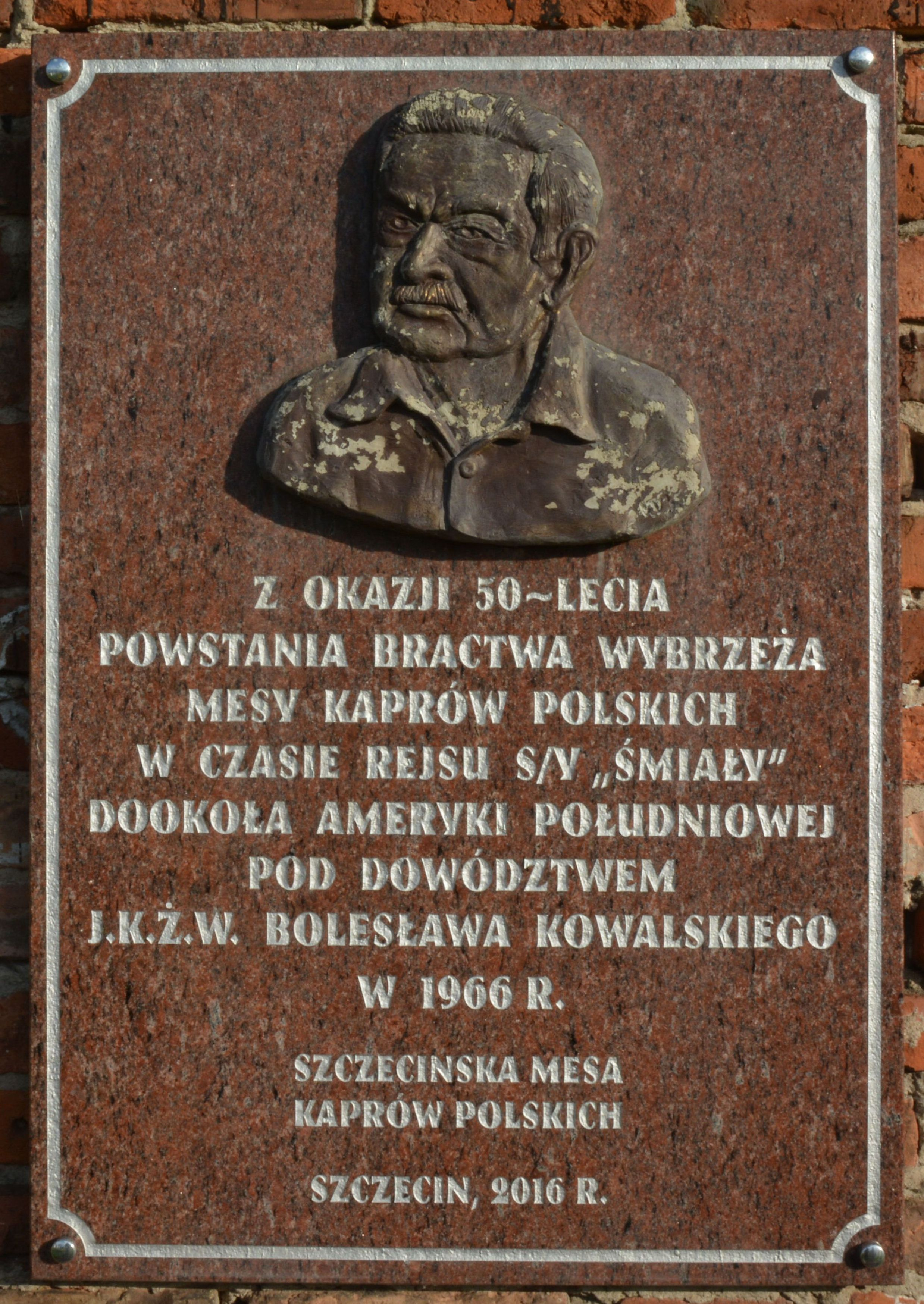
Tablica na Skwerze Kapitanów w Szczecinie upamiętniająca 50. rocznicę powstania Bractwa Wybrzeża – Mesy Kaprów Polskich

Polskich żeglarzy zaproszono do La Hermandad de la Costa w roku 1966, w czasie naukowo-żeglarskiej wyprawy jachtu Śmiały dookoła Ameryki Południowej. Podczas postojów w Valparaíso i Antofagasta (19 maja i 28 czerwca) przyjęto do Bractwa członków załogi „Śmiałego”. Pierwszymi Braćmi za żelazną kurtyną zostali:
- kapitan „Śmiałego” i Polskiego Bractwa Wybrzeża – j.k.m. Bolesław Kowalski (1)[a]
- pierwszy oficer i główny mechanik – j.s.m. Jerzy Knabe (2)
- nawigator i kuk – j.k.m. Krzysztof Baranowski (3)
- geolog z UL – s. Krzysztof Wojciechowski (4)
- dziennikarz, inicjator wyprawy – s. Bronisław Siadek (5)
- drugi oficer i bosman – j.k.m. Ludomir Mączka (6)

3 września 1966, w czasie drogi powrotnej przez Atlantyk, na Śmiałym przeprowadzono demokratyczne wybory – Kapitanem Polskiego „La Hermandad de la Costaza” został Jerzy Knabe (2), który pełnił tę funkcję przez 7 lat. W tym okresie stowarzyszenie działało (organizowało spotkania, przyjmowało nowych członków) nieformalnie, nie starając się o legalizację. Starania takie rozpoczęto w roku 1973, gdy kapitanem został ponownie Bolesław Kowalski (prawnik). Zadanie okazało się trudne, ze względu na niechęć ówczesnych władz kraju do oddolnie, spontanicznie tworzonych stowarzyszeń. Przez długi czas opracowywano regulaminy, statuty, ceremoniały i inne dokumenty pod szyldem „Komitetu Organizacyjnego” Mesy Kaprów Polskich. Dokumenty pisano w archaizowanej polszczyźnie (co stało się tradycją). W latach 1987–1990 stowarzyszenie działało jako Okręg Ligi Morskiej. Mesę Kaprów Polskich, liczącą wówczas niemal 60. członków, zarejestrowano dopiero 13 grudnia 1990 roku. Statut Bractwa Wybrzeża – Mesy Kaprów Polskich („Wielka Karta Praw”) zapisano w VII Wydziale Cywilnym i Rejestrowym Sądu Wojewódzkiego w Warszawie (poz. 1 217 898).
W pierwszych latach XXI w. do Mesy Kaprów Polskich należało już ok. 100 Braci. W roku 2003 podjęto decyzję o utworzeniu trzech mniejszych Mes (Lubelska, Szczecińska i Warszawska), a w roku 2010 – czwartej (Mesa Gdańska).
Funkcję Kapitana Mesy przejmowali kolejno:

- 1978 – Dariusz M. Bogucki (22),
- 1982 – Bolesław K. Kowalski (1),
- 1992 – Jerzy M. Rakowicz-Raczyński (57),
- 1997 – Kazimierz A. Goebel (18),
- 2000 – Bolesław K. Kowalski (1)
- 2003 – Eugeniusz Moczydłowski (73)
- 2007 – Jerzy Demetraki-Paleolog[b] (78).

## Władze Centralne Mesy Kaprów Polskich[9]
- Kapitan Mesy Kaprów Polskich – Jerzy Demetraki Paleolog (78)
- Rada Siedmiu:

Kapitan Krajowy – Jerzy Demetraki Paleolog (78)
Pierwszy Sztorman R7 – Jarosław Jeziorek (103)
Drugi Sztorman R7 – Andrzej Kacała (97)
Starszy Bosman – Ziemowit Barański (12)
Skryba – Wojciech Kot (91)
Purser – Skarbnik – Zbysław Zbyszyński (92)
Majordomo – Andrzej Radomiński (86)
- Przewodniczący Komisji Dobrego Porządku – Kazimierz Goebel (18)
- Przewodniczący Trybunału Mesy Kaprów Polskich – Ziemowit Barański (12)
- Przewodniczący Kapituły Nagrody Chwały Mórz – Ryszard Wabik (62)
- Przewodniczący Rady Braci Starszych – Bolesław Kazimierz Kowalski (1)
- Vigia Internacional – Jerzy Knabe (2)
- WebMaster – Andrzej Kacala (97)

## Działalność wydawnicza
Bractwo zajmuje się wydawaniem non profit książek i innych publikacji o tematyce morskiej. W „Złotej Serii Bractwa Wybrzeża” opublikowano np.:
- „Wyprawa jachtu Dal” Andrzeja Bohomolca
- „Morze dookoła naszego domu” Taga Vossa
- „Zjawy – czyli odyseja Władysława Wagnera”, opowieść emocjonalna Zbigniewa Turkiewicza
- „Pod żaglami i na cumach” Eugeniusza Moczydłowskiego
- „Dykcjonarz Mesy Kaprów Polskich”.

Na stronie internetowej www.hermandaddelacosta.pl znajduje się też biuletyn „Minuta Kapitańska”, wykaz publikacji polskich Braci (o tematyce morskiej) i biuletyn informacyjny „The Tortuga Post”.

## Nadawane wyróżnienia i odznaczenia

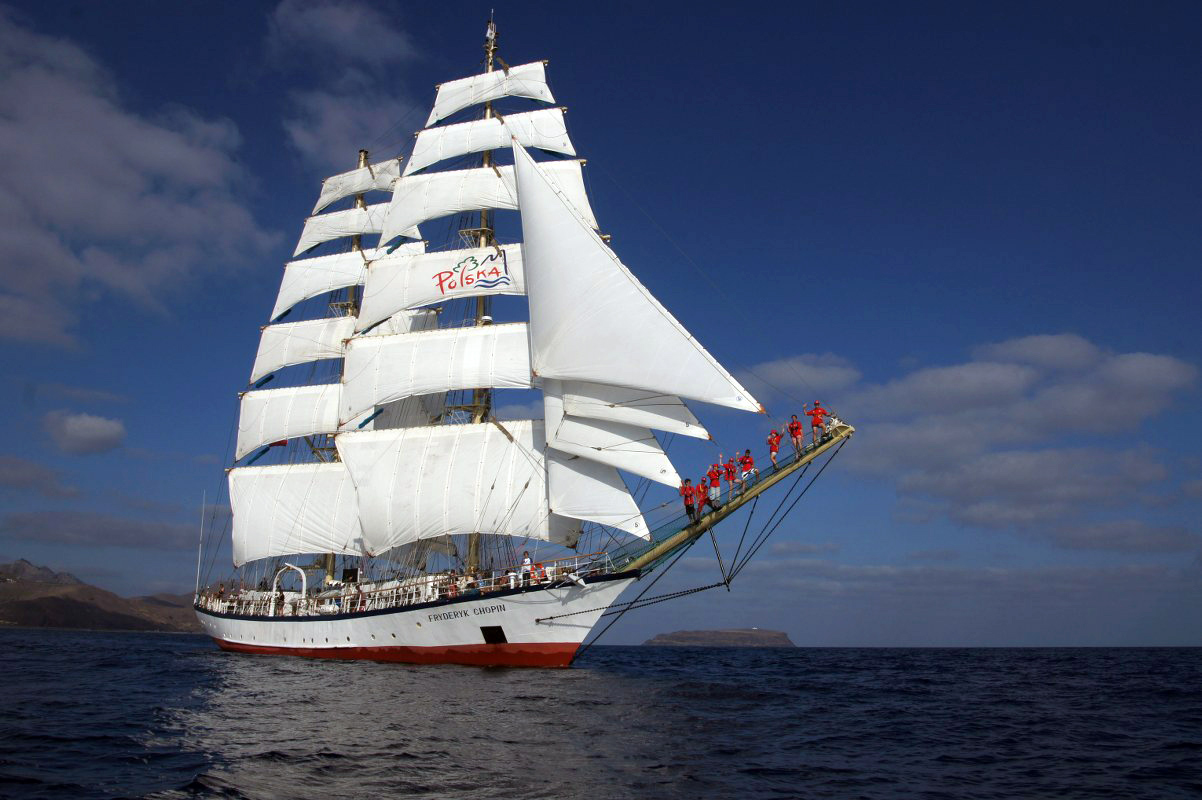
STS Fryderyk Chopin pod żaglami

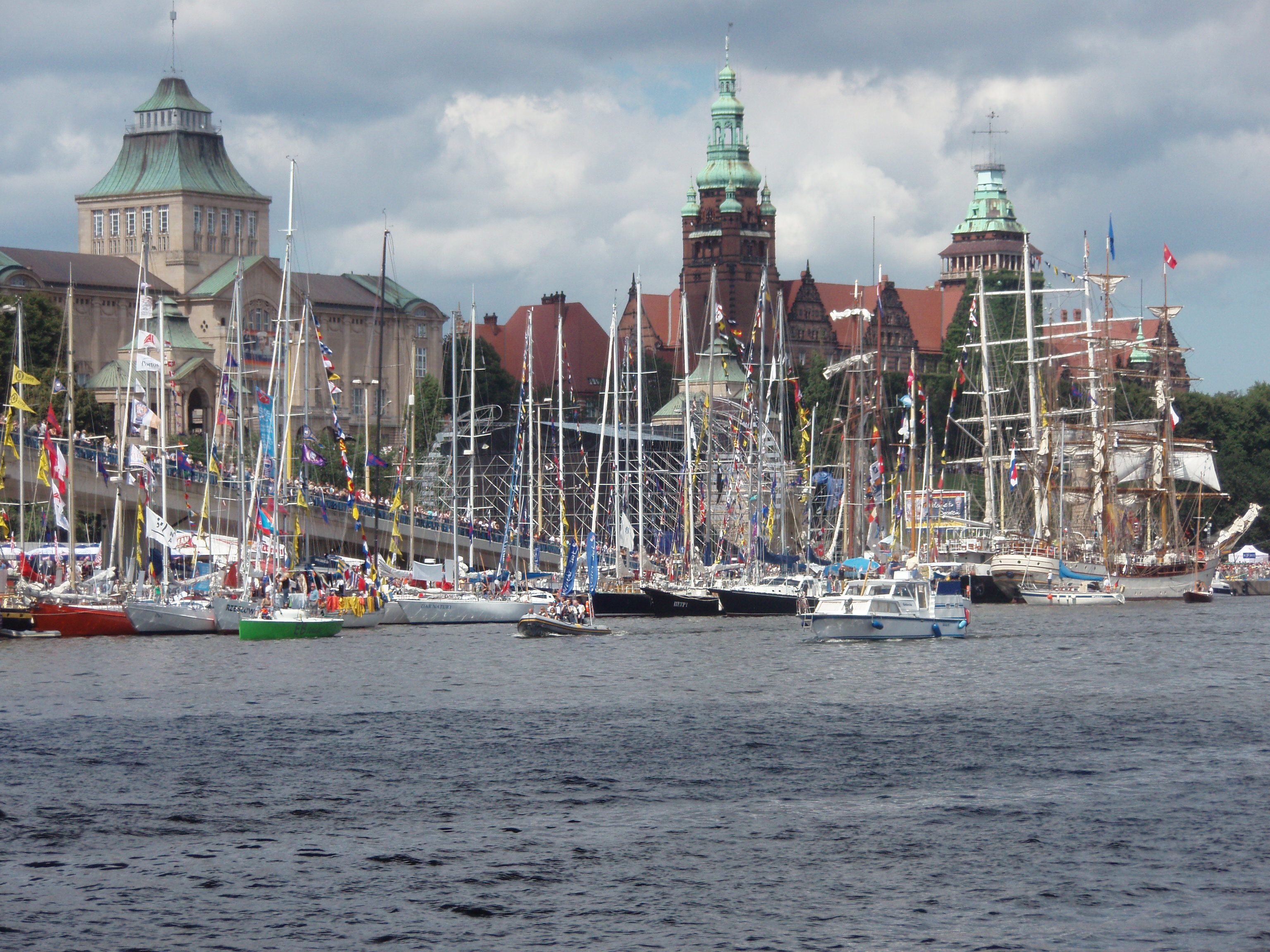
Wały Chrobrego w Szczecinie w czasie zakończenia Operacji Żagiel 2007

Wyróżnienia i odznaczenia za dokonania poszczególnych osób są zatwierdzane przez krajowe zafarrancho, a wręczane zgodnie z uroczystym ceremoniałem, co sprzyja popularyzacji spraw morza. Zaszczytnymi wyróżnieniami są:
- białe (srebrne) lub czerwone gwiazdy, przyznawane Braciom za „indywidualne dokonania na morzu i dla morza” (umieszczane na flagach Braci i na ich kapeluszach obok kotwicy nad skrzyżowanymi wiosłami),
- Medale Bractwa Wybrzeża, nadawane również osobom nie należącym do Mesy,
- Nagroda „Chwała Mórz” – Kaperski Topór Bojowy.

Trzy pierwsze Topory Bojowe otrzymali:
- za rok 2000 – Dariusz Michał Bogucki (22),
- za rok 2001 – Krzysztof Tadeusz Baranowski (3),
- za rok 2002 – Bolesław K. Kowalski (1).

Uroczystość wręczenia dwóch pierwszych Toporów odbyła się w roku 2001 na pokładzie żaglowca STS Fryderyk Chopin, a Topór trzeci wręczono w roku 2002 na pokładzie SV Dar Pomorza (Biała Fregata). Kolejne są wręczane równie uroczyście (np. uroczystość wręczenia Topora Jerzemu Knabe (2) na pokładzie STS „Fryderyk Chopin”, w czasie zakończenia Operacji Żagiel 2007 w Szczecinie).
Członkowie Mesy Kaprów Polskich mogą być też odznaczani przez inne Bractwa. Najwyższe odznaczenie Bractwa z Chile – Medal Szlachectwa Morza, związany z tytułem „Gentilhombre del Mar” – otrzymał Bolesław K. Kowalski (1).